# Qin Kanying
Qin Kanying (秦侃滢; Qín Kǎnyìng), född 2 februari 1974 född i Shanghai, är en kinesisk schackspelare, som vunnit det Kinesiska mästerskapet för damer inte mindre än fem gånger, 1988, 1991, 1995, 1999 och 2004. Hon är därmed den spelare som vunnit mästerskapet flest gånger, näst efter stormästaren för damer (WGM) Liu Shilan. Liu Shilan har vunnit titeln hela sju gånger.
Kanying tilldelades 1992 titeln Stormästare för damer (WGM).

## Schackkarriär
Efter att ha blivit kinesisk mästare i schack för damer 1988 och 1991 deltog hon i 1991 års upplaga av Damernas Interzonturning inför Världsmästerskapet I schack för damer 1993. Där gick hon vidare på en sjätte och sista kvalplats bland de 35 deltagarna, till kandidatturneringen påföljande år. Denna hölls på hennes hemmaplan i Shanghai. Där slutade hon på en femteplats av nio deltagare med 8/16 i poäng, efter att ha spelat ½-1½ mot både Susan Polgar och Nana Ioseliani, som kvalificerade att spela om världsmästarmöte mot Xie Jun  genom att bli etta och tvåa i kandidatturneringen.
I knock out-turningen vid Världsmästerskapet för damer 2000 i New Delhi nådde hon finalen efter att ha slagit i tur och ordning Masha Klinova, Ketevan Arakhamia-Grant, Ketino Kachiani-Gersinska, Corina Peptan och Alisa Marić. I finalen mötte hon den titelförsvarande Xie Jun. Kanying förlorade finalen som gick över fyra klassiska partier, med poängen 1½-2½ och Jun behöll sålunda världsmästartiteln.
Samma år blev Kanying tvåa i Asiatiska schackmästerskapet för damer i Udaipur i Indien.
I Schackolympiaden för damer spelade Kanying för det kinesiska laget 1990, 1992 och 1994. Laget slutade på en tredjeplats alla tre åren. Vid Schackolympiaden 1992 vann hon dessutom en individuell bronsmedalj vid bord tre. Vinstprocenten blev nämligen 77,3% efter sex vinster, fem remier och ingen förlust.
Kanying är gift med GM Peng Xiaomin, som också varit hennes schacktränare.